# Pepo Pérez
Juan Carlos Pérez García, más conocido como Pepo Pérez, (Málaga, 1969) es un dibujante y crítico de cómic español. 

## Biografía
Tras rechazar la idea de estudiar Bellas Artes, se matriculó en la Facultad de Derecho de su ciudad natal, donde llegaría a ser profesor de Derecho Administrativo, sin dejar de impartir en la misma varios talleres de cómic. Años más tarde, obtuvo el Grado y doctorado en Bellas Artes en la Universidad de Málaga.
Colaboró como crítico en "Volumen" y "U", pasando en 1997 a Rockdelux, donde también realiza ilustraciones, y "El Periódico de Catalunya".
Entre 1999 y 2000, intentó trabajar para el mercado estadounidense, sin éxito. Dibujó, sin embargo, el comic-book Orígenes Jaque Mate: Sangre con guion de Juan Carlos Cereza para la línea Laberinto de Planeta DeAgostini Comics.
En 2004 inició, en colaboración con el guionista Santiago García, la serie El Vecino para Astiberri, que constituye su obra más extensa hasta la fecha. Su labor crítica se prolongó en los blogs Con C de Arte (2005-2009) y Es muy de cómic (2009-), lo que le supuso tres nominaciones sucesivas (2008, 2009 y 2010) a la mejor labor divulgadora en el Salón del Cómic de Barcelona. Fundó también, con Javirroyo, Liniers, Juanjo Sáez, Susipop y Tute, la revista electrónica "El Estafador" en septiembre de 2009.

## Obra
Historietística
| Años          | Título                                  | Guionista          | Tipo                                                               | Publicación                              |
| ------------- | --------------------------------------- | ------------------ | ------------------------------------------------------------------ | ---------------------------------------- |
| 1999          | Orígenes Jaque Mate: Sangre             | Juan Carlos Cereza | Comic book, 1 número                                               | Planeta-DeAgostini Cómics                |
| 2000          | Vuelvo hacia el hogar                   |                    | Historieta autoconclusiva                                          | La Historia del Blues (Under Cómic)      |
| 2004-presente | El Vecino                               | Santiago García    | Serie de tres volúmenes (2004, 2007 y 2009) más historietas breves | Astiberri Ediciones                      |
| 2008          | Más de una vez                          |                    |                                                                    | "Mentiroso Mentiroso" (Warner-Astiberri) |
| 10/2008       | La historia del cómic de E. H. Gombrich | Santiago García    | Historieta corta en colaboración con otros dibujantes              | "Dos veces breve" nº 16                  |